# Мая Камбич
Мая Камбич (словен. Maja Kambič; нар. 7 лютого 1988) — колишня словенська тенісистка.
Найвищу одиночну позицію світового рейтингу — 939 місце досягла 3 грудня 2007, парну — 550 місце — 10 вересня 2007 року.
Здобула 2 парні титули туру ITF.
Завершила кар'єру 2009 року.

## Фінали ITF (2–2)

### Парний розряд (2–2)
| Легенда          |
| ---------------- |
| турніри $100,000 |
| турніри $75,000  |
| турніри $50,000  |
| турніри $25,000  |
| турніри $10,000  |

| Фінали за покриттям |
| ------------------- |
| Тверде (2–5)        |
| Ґрунт (4–9)         |
| Трава (1–0)         |
| Килим (0–2)         |

| Результат | Ранг | Дата            | Турнір             | Покриття | Партнерка         | Суперниці                     | Рахунок            |
| --------- | ---- | --------------- | ------------------ | -------- | ----------------- | ----------------------------- | ------------------ |
| Перемога  | 1.   | 22 вересня 2006 | Мітилена, Греція   | Тверде   | Олександра Панова | Анна Куманту Іпек Шенолу      | 6–2, 6–1           |
| Поразка   | 1.   | 27 травня 2007  | Стамбул, Туреччина | Тверде   | Августа Цибишева  | Чагла Бююкакчай Рія Сабай     | 2–6, 4–6           |
| Перемога  | 2.   | 22 липня 2007   | Геусдал, Норвегія  | Тверде   | Петра Паялич      | Тетяна Ареф'єва Олена Жирнова | 7–6(7–3), 5–7, 6–3 |
| Поразка   | 2.   | 19 травня 2008  | Горіція, Італія    | Ґрунт    | Аня Прислан       | Дарія Юрак Ліза Сабіно        | 0–6, 1–6           |